# Krepuska Géza-telep
A Krepuska Géza-telep (2012 végéig Alacskai úti lakótelep) Budapest XVIII. kerületének egyik városrésze.

## Fekvése
Határai az Alacskai út a Nemes utcától, 145111/291 és 145111/386 helyrajzi számú névtelen utca, Határ utca, Nemes utca az Alacskai útig.

## Története
1988-1991 között az Alacskai út mellett épült fel a lakótelep, ezért nevét is innen kapta. Alacska egyébként egy Borsod-Abaúj-Zemplén vármegyei település, a Kazincbarcikai járásban, Miskolctól 25 km-re északra.
2012-ben Krepuska Géza-emlékévet tartottak a kerületben, aminek egyik mozzanataként a neves fül-orr-gégész szakorvos egykori gazdasága helyén álló lakótelepet márciusban róla nevezték el, valamint a városrész határait két utcával kijjebb tolták délkeleti irányba, hogy mérete egybeessen az egykor sok helyinek munkát adó birtokkal. Ezt a Fővárosi Önkormányzat 2012. december 12-én kelt városrészeket rendező határozatában megerősítette, így a „bővítés” és a névváltoztatás is hivatalossá vált.